# Cladotanytarsus digitalis
Cladotanytarsus digitalis är en tvåvingeart som beskrevs av Wang och Zheng 1993. Cladotanytarsus digitalis ingår i släktet Cladotanytarsus och familjen fjädermyggor. Inga underarter finns listade i Catalogue of Life.